# Cantonul Chartres-Nord-Est
Cantonul Chartres-Nord-Est este un canton din arondismentul Chartres, departamentul Eure-et-Loir, regiunea Centru, Franța.

## Comune
| Comune                  | Populație (1999) | Cod poștal | Cod INSEE |
| ----------------------- | ---------------- | ---------- | --------- |
| Berchères-Saint-Germain | 682              | 28300      | 28034     |
| Briconville             | 112              | 28300      | 28060     |
| Challet                 | 385              | 28300      | 28068     |
| Champhol                | 2 898            | 28300      | 28070     |
| Chartres                | 40 361 (1)       | 28000      | 28085     |
| Clévilliers             | 654              | 28300      | 28102     |
| Coltainville            | 760              | 28300      | 28104     |
| Fresnay-le-Gilmert      | 221              | 28300      | 28163     |
| Gasville-Oisème         | 1 136            | 28300      | 28173     |
| Jouy                    | 1 810            | 28300      | 28201     |
| Poisvilliers            | 260              | 28300      | 28301     |
| Saint-Prest             | 2 260            | 28300      | 28358     |